# 田代寿雄
田代 寿雄（壽雄、たしろ ひさお、1890年（明治23年）3月2日 - 1963年）公職追放まで三井鉱山社長を、戦後、民営化された後の帝国石油社長を務めた。

## 略歴
静岡県御殿場市出身。1907年（明治40年）、旧制静岡県立静岡中学校修了。旧制第一高等学校を経て、1914年（大正3年）東京帝国大学法学部政治学科卒業。卒業後は三井鉱山に入社した。1945年（昭和20年）に同社長に就任した。
GHQの財閥解体措置の一環として、1946年（昭和21年）12月に持株会社整理委員会令が改正され、財閥の主要な人物は会社役員を辞任することが強要された。翌1947年（昭和22年）1月には公職に関する就職禁止、退官、退職等に関する勅令、いわゆる公職追放令が制定され、主要な経営者が財界から追放されるに至った。三井鉱山の場合、社長・常務取締役を含む24名が追放令の該当者となった。1945年（昭和20年）12月の株主総会で田代寿雄社長以下18名が新役員に就任していたが、この追放令を受けて現役の役員は全員辞任した（1947年2月14日）。この間、鉄道会議議員、日本石炭鉱業会会長、三洋石炭社長を務めた。
追放解除後の1952年（昭和27年）9月、帝国石油社長に就任。社長は1954年（昭和29年）9月まで務めた。1955年（昭和30年）6月経団連推薦委員となった。

## 人物
静岡中学では野球部（現在の静岡高校野球部）に所属、第一高等学校で捕手を務めた。